# Ryōta Kamino
Ryōta Kamino (japanisch 神野 亮太 Kamino Ryōta; * 25. September 2001 in der Präfektur Kagoshima) ist ein japanischer Fußballspieler.

## Karriere
Ryōta Kamino erlernte das Fußballspielen in der Jugendmannschaft des Kagoshima United FC. Hier unterschrieb er am 1. Februar 2020 seinen ersten Profivertrag. Der Verein aus Kagoshima, ein Verein aus der gleichnamigen Präfektur Kagoshima, spielte in der dritten japanischen Liga. Einen Tag nach Vertragsunterschrift wurde er für zwei Jahre an den ebenfalls in der dritten Liga spielenden Tegevajaro Miyazaki ausgeliehen. Hier kam er jedoch nicht zum Einsatz. Nach Vertragsende in Kagoshima wurde er am 1. Februar 2022 von Tegevajaro fest unter Vertrag genommen. Sein Drittligadebüt gab Ryota Kamino am 13. März 2022 (1. Spieltag) im Heimspiel gegen Vanraure Hachinohe. Hier stand er in der Startelf und spielte die kompletten 90 Minuten. Tegevajaro gewann das Spiel 2:0.